# إريك فان لانكير
إريك فان لانكير مواليد 30 أبريل 1961 في بلجيكا، هو دراج بلجيكي سابق في صنف سباق الدراجات على الطريق.

## سباقات أو مراحل فاز بها
- طواف سويسرا
- طواف إيطاليا